# Газовое пожаротушение
Газовое пожаротушение — это вид пожаротушения, при котором для тушения возгораний и пожаров применяются газовые огнетушащие вещества (ГОТВ). Автоматическая установка газового пожаротушения обычно состоит из баллонов или емкостей для хранения газового огнетушащего вещества, газа, который хранится в этих баллонах (емкостях) в сжатом или сжиженном состоянии, узлов управления, трубопроводов и насадок, обеспечивающих доставку и выпуск газа в защищаемое помещение, прибора приемно-контрольного и пожарных извещателей.

## История

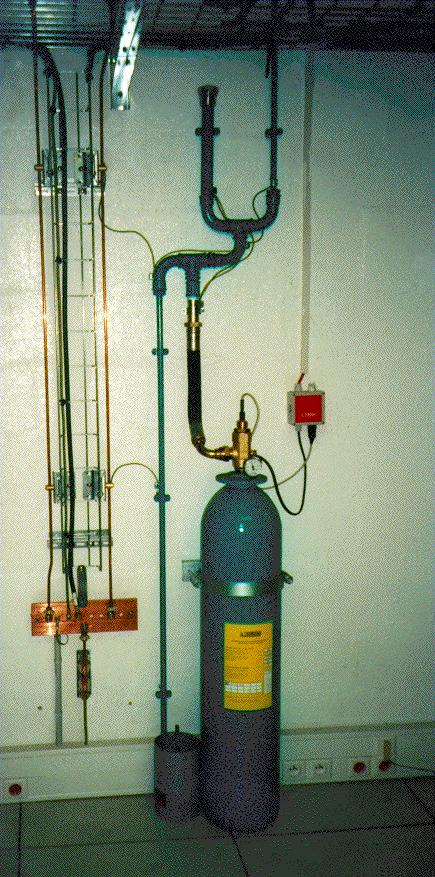
Газовое пожаротушение в серверной. 1996 год

В последней четверти XIX века углекислый газ стали применять за рубежом как огнетушащее вещество. Этому предшествовало получение сжиженной двуокиси углерода (СО2) М. Фарадеем в 1823 г. В начале 20-го века в Германии, Англии и США начали применяться углекислотные установки пожаротушения, значительное их количество появилось в 30-х годах. После Второй мировой войны за рубежом начали применяться установки с использованием изотермических резервуаров для хранения СО2 (последние получили название установки пожаротушения двуокисью углерода низкого давления).
Хладоны (галоны) являются более современными газовыми огнетушащими веществами (ГОТВ). За рубежом в начале XX века галон 104, а затем в 30-х годах галон 1001 (бромистый метил) весьма ограничено применялись для пожаротушения, преимущественно в ручных огнетушителях. В 50-х в США проведены исследовательские работы, которые позволили предложить к применению в установках галон 1301 (трифторбромметан).
Первые отечественные установки газового пожаротушения (УГП) появились в середине 30-х годов для защиты кораблей и судов. В качестве газового ОТВ (ГОТВ) использовалась двуокись углерода. Первая автоматическая УГП применена в 1939 г. для защиты турбогенератора ТЭЦ. В 1951—1955 гг. разработаны батареи газового пожаротушения с пневмопуском (БАП) и электропуском (БАЭ). Применен вариант блочного исполнения батарей с помощью наборных секций типа СН. С 1970 г. в батареях используется запорно-пусковое устройство ГЗСМ.
В последние десятилетия широко применяются автоматические установки газового пожаротушения, использующие озонобезопасные хладоны — хладон 23, хладон 227еа, хладон 125. При этом хладон 23 и хладон 227еа применяются для защиты помещений в которых находятся, или могут находиться люди. Хладон 125 применяется в качестве огнетушащего вещества для защиты помещений без постоянного пребывания людей.
Ещё один тип огнетушащих веществ — фторированный кетон, применение изобретено компанией 3М в начале XXI века (под маркой Novec 1230). Он отличается тем, что обладает очень высоким запасом безопасности, при этом не влияя на экологию. Предпочтительно используется для защиты электро- и электронного оборудования, ЦОД, музеев, архивов, библиотек, критических объектов (АЭС, командно-диспетчерские пункты и т. д.), другое ценное имущество в помещениях с пребыванием людей.
Двуокись углерода широко применяется для защиты архивов, денежных хранилищ, объектов нефтегазовой отрасли.

## Газы, применяемые при тушении

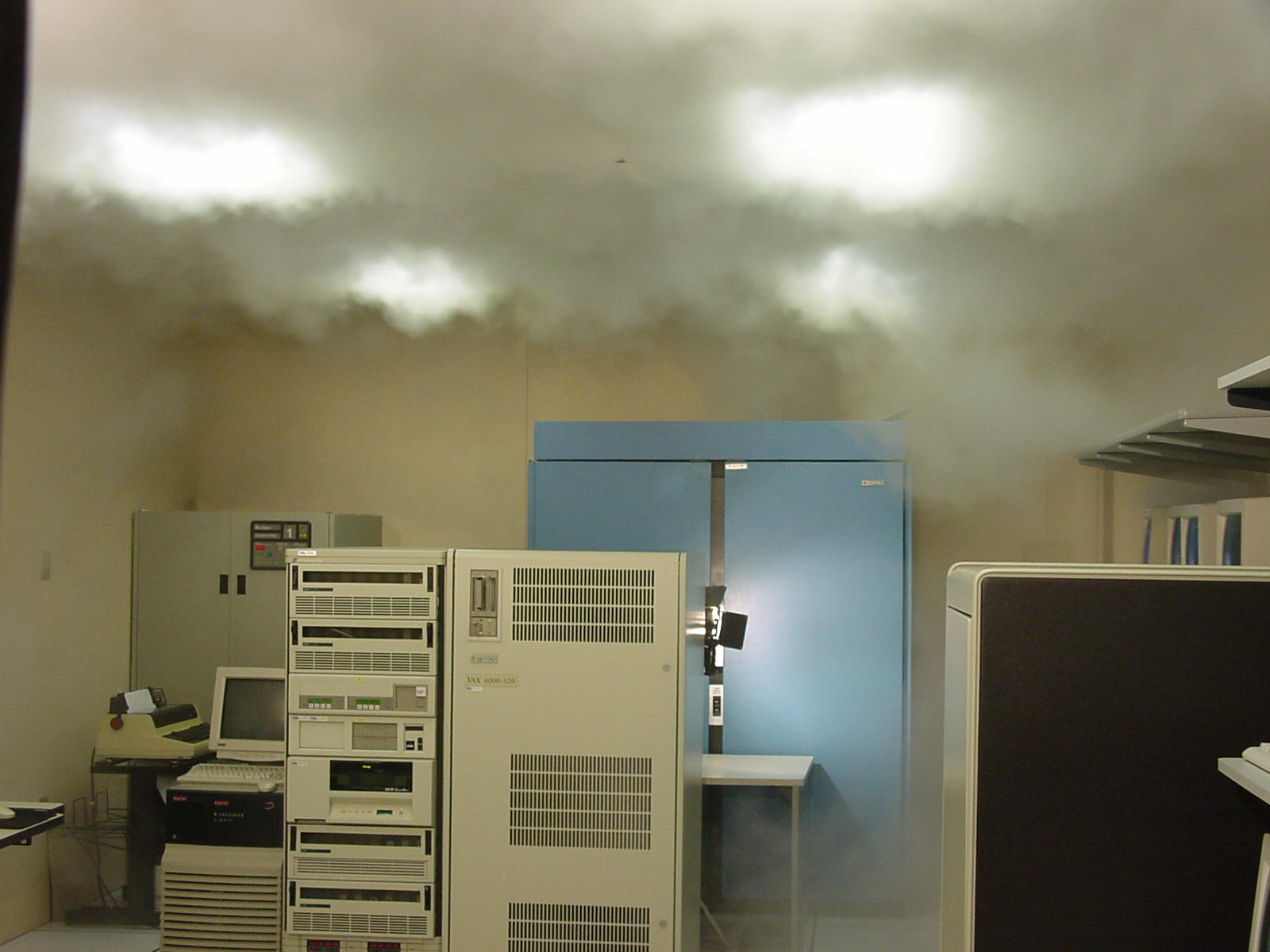
Работа системы газового пожаротушения в серверной

В качестве огнетушащих веществ для тушения используются газы, перечень которых определен в Своде правил 485.1311500.2020 «Системы противопожарной защиты. УСТАНОВКИ ПОЖАРОТУШЕНИЯ АВТОМАТИЧЕСКИЕ. Нормы и правила проектирования» (пункт 9.3.1).
Это следующие газовые огнетушащие вещества: хладон 23, хладон 227еа, хладон 125, хладон 218, хладон 318Ц, Хладон 217J1, Хладон 13J1, ФК-5-1-12, азот, аргон, инерген, аргонит, двуокись углерода, шестифтористая сера, ТФМ-18И.
Газовые огнетушащие вещества по принципу пожаротушения классифицируют на две группы:
Первая группа ГОТВ — ингибиторы (хладоны). Они имеют механизм тушения, основанный на химическом ингибировании (замедлении) реакции горения. Попадая в зону горения, эти вещества интенсивно распадаются с образованием свободных радикалов, которые вступают в реакцию с первичными продуктами горения.
При этом происходит снижение скорости горения до полного затухания.
Огнетушащая концентрация хладонов в несколько раз ниже, чем для сжатых газов и составляет от 7 до 17 объемных процентов.
Огнетушащая концентрация фторированного кетона от 4,2 %об. до 8,5 %об. в зависимости от пожарной нагрузки и особенностей помещения.

Хладоны обладают общетоксичным действием. Поражают сердечно-сосудистую и нервную системы, вызывают развитие спазмов сосудов и стойкие нарушение микроциркуляции крови. У поражённых во время приступов отмечаются спазмы мышц. Липидорастворимы. Нарушают кальциевый обмен в организме. Некоторые из них накапливаются в организме. Особо опасны последствие острых и подострых отравлений, а также хронических отравлений. Поражают печень, а вследствие развития отравления и почки. Разрушают лёгочные мембраны — развиваются эмфиземы и рубцевание. В смесях с другими токсикантами резко увеличивают степень поражения организма!
Хроническое воздействие и отравление средними и малыми концентрациями приводит к нарушениям в работе эндокринной системы и обмена веществ в организме.
— Хладоны, рекомендованные в Своде правил СП 485.1311500.2020 к применению, а именно, хладон 23, хладон 125, хладон 227еа не являются озононеразрушающими, т.к. не содержат хлора и брома. Озоноразрушающий потенциал (ODP) хладона 23, хладона 125 и хладона 227еа равен 0.
Все перечисленные выше хладоны являются парниковыми газами, объектами выведения из оборота по Кигалийской поправке к Монреальскому протоколу (на данный момент не ратифицирована в России).
Фторированный кетон не является ни озоноразрушающим, ни парниковым, не подлежит выведению по экологическим соображениям.
Вторая группа — это разбавляющие атмосферу газы. К ним относятся такие сжатые газы, как аргон, азот, инерген.
Для поддержания горения необходимым условием является наличие не менее 12 % кислорода.
Принцип разбавления атмосферы состоит в том, что при вводе сжатого газа (аргона, азота, инергена) в помещении содержание кислорода снижается до значения менее 12 %, то есть создаются условия, не поддерживающие горение.

### Сжиженные газовые огнетушащие составы
Сжиженный газ хладон 23 применяется без газа-вытеснителя.
Хладоны 125, 227еа, 318Ц для обеспечения транспортировки по трубной разводке в защищаемое помещение требуют подкачки газом-вытеснителем.

#### Двуокись углерода
Двуокись углерода — бесцветный газ с плотностью 1,98 кг/м³, не имеющий запаха и не поддерживающий горение большинства
веществ. Механизм прекращения горения двуокисью углерода заключается в её способности разбавлять концентрацию реагирующих веществ до пределов, при которых горение становится невозможным. Двуокись углерода может выбрасываться в зону горения в виде снегообразной массы, оказывая при этом охлаждающее действие. Из одного килограмма жидкой двуокиси углерода образуется 506 л. газа. Огнетушащий эффект достигается, если концентрация двуокиси углерода не менее 30 % по объёму. Удельный расход газа при этом составит 0,64 кг/(м³·с).
Требует применения весовых устройств для контроля утечки огнетушащего вещества, обычно представляет собой тензорные весовые устройства.
Нельзя применять для тушения щелочно-земельных, щелочных металлов, некоторых гидридов металлов, развитых пожаров тлеющих материалов.

#### Хладон 23
Хладон 23 (трифторметан) — легкий газ без цвета и запаха. В модулях находится в жидкой фазе. Обладает высоким давлением собственных паров (48 КгС/кв.см), не требует наддува газом-вытеснителем. Газ выходит из баллонов под действием давления собственных паров. Контроль массы ГОТВ в баллоне осуществляется устройством контроля массы автоматически и постоянно, что обеспечивает постоянный контроль работоспособности системы пожаротушения. Огнегасительная станция способна в нормативное время (до 10 секунд) создавать нормативную огнетушащую концентрацию в помещениях, удаленных от модулей с ГОТВ на расстояние до 110 метров по горизонтали и 32 — 37 метров по вертикали. Данные по расстояниям определяются с помощью гидравлических расчетов. Свойства газа хладон 23 позволяют создавать системы пожаротушения объектов с большим количеством защищаемых помещений путём создания централизованной станции газового пожаротушения. Озонобезопасен — ODP=0 (Ozone Depletion Potential). Предельно допустимая концентрация составляет 50 %, нормативная тушащая концентрация — 14,6 %. Запас безопасности для людей 35,6 %. Это позволяет применять Хладон 23 для защиты помещений с людьми.

#### Хладон 125
— химическое название — пентафторэтан, озонобезопасный, символическое обозначение — Хладон 125 ХП (R-125, HFC-125).

— бесцветный газ, сжиженный под давлением; негорюч, но разлагается при температурах свыше +200 гр. Ц в пламени и на раскалённых металлических поверхностях. Взаимодействует с щелочными и щелочно-земельными металлами и сплавами с магнием (более 3 %), нагретым алюминием.
- Пентафторэтан относится к группе веществ, обладающих общетоксическим действием. Поражает сердечно-сосудистую и нервную системы, вызывает развитие спазмов сосудов и стойкие нарушение микроциркуляции крови. У поражённых во время приступов отмечаются спазмы мышц. Липидорастворим. Нарушает кальциевый обмен в организме. Накапливается в живых организмах. Особо опасны последствие острых и подострых, а также хронических отравлений. Поражает печень, а вследствие развития отравления и почки. На основании 5 летних наблюдений за пострадавшими от подострой интоксикации 2015 года, выявлено, что пентафторэтан разрушает лёгочные мембраны — развиваются эмфиземы и рубцевание. В смесях с другими токсикантами резко увеличивает степень поражения организма!.

— предназначен в качестве хладагента и пожаротушащего вещества.
— Защитные меры — защитные перчатки, спецодежда, очки, дыхательные аппараты замкнутого цикла или с носимым запасом дыхательной смеси.
ОБЯЗАТЕЛЬНО — наличие постоянно работающей в помещениях вытяжки от уровня основного пола, приямков и кабельных каналов.
| 01. | Относительная молекулярная масса:                                                    | 120,02; |
| 02. | Температура кипения при давлении 0,1 МПа, °С:                                        | -48,5;  |
| 03. | Плотность при температуре 20°С, кг/м³:                                               | 1127;   |
| 04. | Критическая температура, °С:                                                         | +67,7;  |
| 05. | Критическое давление, МПа:                                                           | 3,39;   |
| 06. | Критическая плотность, кг/м³:                                                        | 3 529;  |
| 07. | Массовая доля пентафторэтана в жидкой фазе, %, не менее:                             | 99,5;   |
| 08. | Массовая доля воздуха, %, не более:                                                  | 0,02;   |
| 09. | Суммарная массовая доля органических примесей, %, не более:                          | 0,5;    |
| 10. | Кислотность в пересчете на фтористоводородную кислоту в массовых долях, %, не более: | 0,0001; |
| 11. | Массовая доля воды, %, не более:                                                     | 0,001;  |
| 12. | Массовая доля нелетучего остатка, %, не более:                                       | 0,01.   |

Материалы по безопасности — MSDS
https://m9v.7b6.myftpupload.com/wp-content/uploads/2020/01/SDS-R125.pdf?time=1605645647

#### Хладон 227еа
Хладон 227еа [C3F7H(CF3CFHCF3)]- бесцветный газ, применяется в качестве компонента смесевых хладонов, газового диэлектрика, пропеллента и огнегасителя
(пенообразующий и охлаждающий агент).
Хладон 227еа озонобезопасен, озоноразрушающий потенциал (ОРП) — 0
Есть пример применения этого газа в установке автоматического газового пожаротушения серверной, в модуле газового пожаротушения МПХ65-120-33.
Негорючий, невзрывоопасный и малотоксичный газ, при нормальных условиях является стабильным веществом. При соприкосновении с пламенем и с поверхностями с температурой 600 °С и выше Хладон 227еа разлагается с образованием высокотоксичных продуктов. При попадании жидкого продукта на кожу возможно обморожение.
Заливают в баллоны вместимостью до 50 дм3 по ГОСТ 949, рассчитанные на рабочее давление не менее 2,0 МПа, или в контейнеры (бочки) вместимостью не более 1000 дм3,рассчитанные на избыточное рабочее давление не менее 2,0 МПа. При этом на каждый 1 дм3 вместимости емкости следует наполнять не более 1,1 кг жидкого хладона.
Транспортируют по железной дороге и автомобильным транспортом.
Хранят в складских помещениях вдали от нагревательных приборов при температуре не выше 50°С и на открытых
площадках, обеспечив защиту от прямых солнечных лучей.

#### Хладон 318Ц
Хладон 318ц (R 318ц, перфторциклобутан)
Хладон 318Ц — сжиженный под давлением, негорючий, невзрывоопасный.
Химическая формула — C4F8
Химическое название: октафторциклобутан
Агрегатное состояние: газ без цвета со слабым запахом
Температура кипения −6,0° С (минус)
Температура плавления −41,4 °C (минус)
Температура самовоспламенения 632 °C
Молекулярная масса 200,031
Озоноразрушающий потенциал (ОРП) ODP 0
Потенциал глобального потепления GWP 9100
ПДК р.з.мг/м3 р.з. 3000 млн-1
Класс опасности 4
Характеристика пожароопасности Трудногорючий газ. При соприкосновении с пламенем разлагается с образованием высокотоксичных продуктов. Область воспламенения в воздухе отсутствует. При соприкосновении с пламенем и горячими поверхностями разлагается с образованием высокотоксичных продуктов. При высокой температуре реагирует с фтором.
Применение Пламегаситель, рабочее вещество в кондиционерах, тепловых насосах, в качестве хладагента, газового диэлектрика, пропеллента, реагента для сухого травления при изготовлении интегральных микросхем.

### Сжатые газовые огнетушащие составы (Азот, аргон, инерген)

#### Азот
Азот используется для флегматизации горючих паров и газов, для продувки и осушения емкостей и аппаратов от остатков
газообразных или жидких горючих веществ. Баллоны со сжатым азотом в условиях развившегося пожара представляют опасность, так как возможен их взрыв вследствие понижения прочности стенок при высокой температуре и повышения давления газа в баллоне при нагревании. Мерой, предотвращающей взрыв, является выпуск газа в атмосферу. Если это сделать невозможно, баллон следует обильно орошать водой из укрытия.
Азот нельзя применять для тушения магния, алюминия, лития, циркония и других материалов, которые образуют нитриды, обладающие взрывчатыми свойствами. В этих случаях в качестве инертного разбавителя применяют аргон, значительно реже — гелий.

#### Инерген
Инерген — дружественная по отношению к окружающей среде противопожарная система, действующий элемент которой состоит из газов, уже присутствующих в атмосфере. Инерген — инертный, то есть неразжиженный, нетоксичный и негорючий газ. Он состоит на 52 % из азота, на 40 % из аргона, и на 8 % из углекислого газа. Это значит, что он не наносит вред окружающей среде и не повреждает оборудование и другие предметы.
Метод тушения, заложенный в Инерген называется «замещение кислорода» — уровень кислорода в помещении падает и огонь гаснет.
- В атмосфере Земли содержится приблизительно 20,9 % кислорода.
- Метод замещения кислорода заключается в том, чтобы понизить уровень кислорода до приблизительно 15 %. При таком уровне кислорода огонь в большинстве случаев неспособен гореть и погаснет в пределах 30-45 секунд.
- Отличительной особенностью Инерген является содержание в его составе 8 % углекислого газа.

### Водяной пар
Одни из первых опытов по паротушению производились в 1879 на Русско-Балтийском вагонном заводе в Риге. Легкая дощатая постройка длиной в 36 футов, шириной в 16 футов и высотой до основания крыши 9 футов, до конька 16 футов была соединена с паровым котлом металлической трубой диаметром 1½ дюйма, которая оканчивалась в середине постройки. Стружки и древесина, наполнявшие постройку, были зажжены и был открыт клапан на трубе. Несмотря на то, что пар имел давление 5 атм, он не оказывал заметного влияния на пламя внутри постройки. Было предположено, что тушение не удалось из-за щелей в стенах и крыше. Все строение обшили новым рядом досок и повторили опыт. Пламя уменьшилось, но окончательно потушено не было. В следующем опыте труба в 1½ дюйма была заменена на трубу в 4 дюйма. Пламя в результате было потушено.
Пар для тушения пожаров начал применяться прежде всего на судах. На промышленных объектах тушение пожаров паром стало
использоваться с середины 20-х гг. главным образом на мукомольных и овсообдирочных заводах Урала и Зауралья. В журнале «Советское мукомолье и хлебопечение» (1931 г., № 8) инженер В. И. Войнов описывал существовавшие в то время установки пожаротушения и натурные опыты по тушению пожара водяным паром, а также дал приближенную методику расчета установок:20.

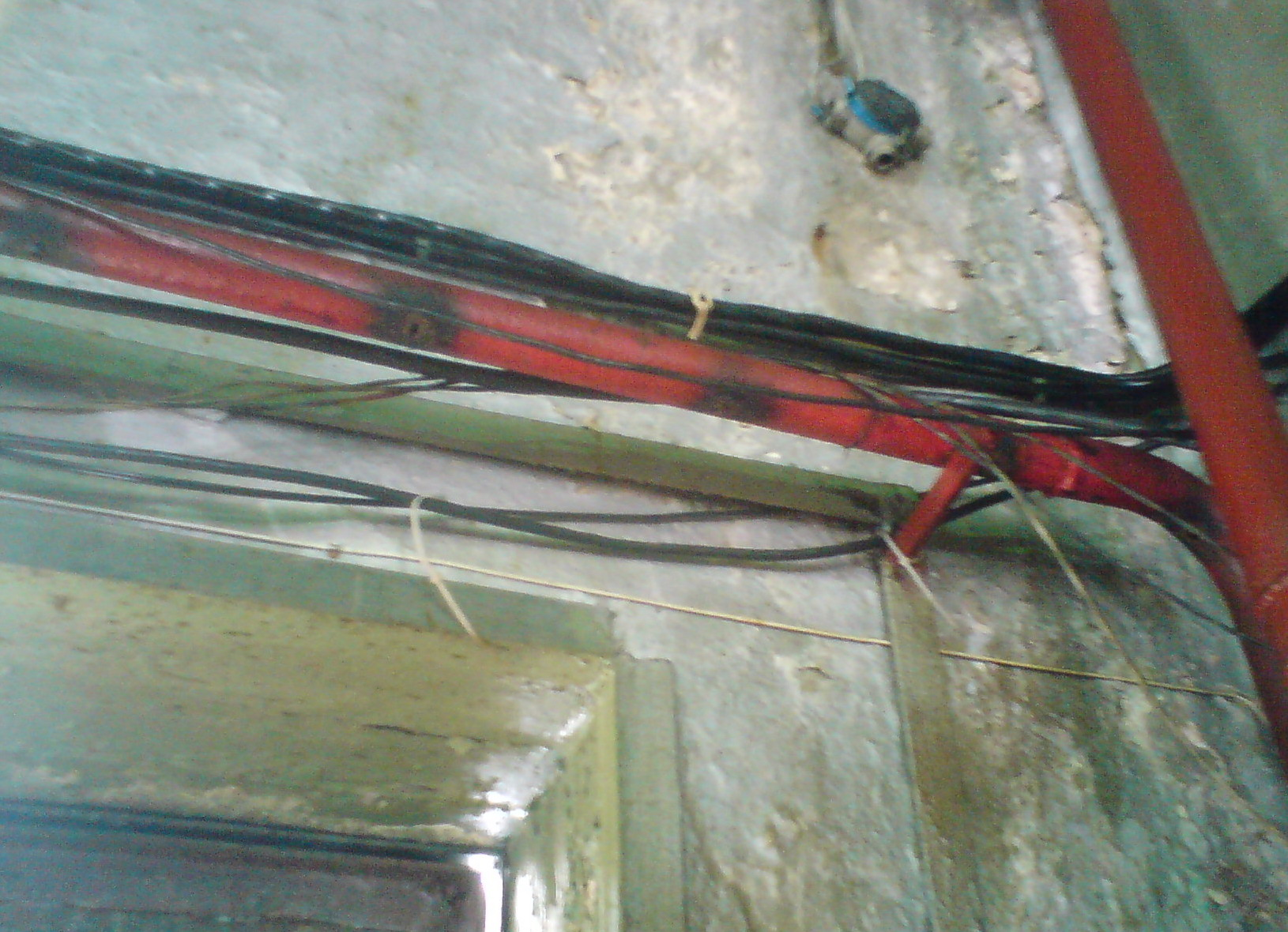
Трубопровод системы паротушения. Черные следы у отверстий — результаты ежегодных испытаний системы. Расположение трубопровода и ориентация отверстий связаны с огибанием двери

Система паротушения основана на том, что пар, введенный в помещение, в котором возник пожар, снижает содержание кислорода в зоне горения. Рабочей средой в системе является насыщенный водяной пар давлением не более 8·105 Па.
Наряду с разбавлении концентрации кислорода этим происходит и некоторое охлаждение зоны горения, а также механический срыв пламени струями пара. Если ограждающие конструкции и оборудование нагреты выше температуры конденсации пара при атмосферном давлении, эффект тушения достигается объемной концентрацией пара, равной 35 %. При более низких температурах происходит интенсивная конденсация пара, и пожар может быть не потушен. Расход пара принимается с учетом возможной конденсации его в зависимости от герметичности помещений:48.
Предпочтение отдают насыщенному пару, хотя применяют и перегретый. Наряду с разбавляющим действием водяной пар охлаждает нагретые до высокой температуры технологические аппараты, не вызывая резких температурных напряжений, а пар, поданный в виде компактных струй,- способен механически отрывать пламя.
В качестве внутренних распределительных паропроводов стационарных систем паротушения в закрытых помещениях применяются перфорированные трубы. Отверстия в перфорированных трубах для выпуска пара должны быть диаметром 4..5 мм. Для спуска конденсата из подводящих паропроводов и паровых вводов должны быть предусмотрены спускники, расположенные в наиболее низких местах по уклону труб с таким расчетом, чтобы и конденсат и струи пара не мешали действиям обслуживающего персонала.
Для подачи пара в закрытые помещения перфорированные трубы прокладываются по всему внутреннему периметру помещения на высоте 0,2..0,3 м от пола. При этом отверстия труб располагаются так, чтобы выходящие из них струи пара были направлены горизонтально внутрь помещения. При расчете систем паротушения за основной показатель принимается интенсивность подачи пара. За расчётное время тушения принимают промежуток времени с момента подачи пара на тушение (с заданной интенсивностью) до полной ликвидации горения. Оно не должно превышать трёх минут.
Противопожарная паровая завеса предназначена для предотвращения контакта горючих газовых смесей, образующихся при авариях на предприятиях нефтехимической и газовой промышленности, с источниками зажигания (например нагревательными печами). Завеса должна обладать достаточными плотностью и дальнобойностью, исключающими проскок горючей смеси в защищаемую зону объекта.
Устройство для создания паровой завесы представляет собой кольцевой трубчатый коллектор, вдоль оси которого по всей верхней части просверлены отверстия одинакового диаметра на равном расстоянии друг от друга. Коллектор располагается на металлических, бетонных или кирпичных опорах. Коллектор должен иметь дренажные вентили для спуска конденсата или атмосферных осадков. Вдоль оси коллектора устанавливают жесткое газонепроницаемое ограждение (листовое железо или кирпичная стена) для предотвращения проскока горючей смеси между отдельными струями в начальном участке завесы. Проемы в ограждениях должны быть постоянно закрыты плотными дверями.
Траектория струи завесы должна превышать защищаемую зону. Для высоких объектов завеса может быть выполнена многосекционной в вертикальном направлении. Для обеспечения равномерной раздачи пара по длине коллектора необходимо, чтобы отношение суммарной площади отверстий к площади поперечного сечения коллектора было меньше или равно 0,3.
Включение наружной паровой завесы предусматривается в следующих случаях:
- при визуальном обнаружении аварии с утечкой горючих жидкостей, паров и газов из технологического оборудования установки;
- при поступлении сигнала от установленного на печи прибора контроля погасания пламени на горелках печи, что может произойти при подсосе из атмосферы вместо воздуха парогазовоздушной смеси с недостаточным содержанием кислорода;
- при поступлении сигналов от газоанализаторов (сигнализаторов) горючих газов и паров, установленных в опасных точках;
- при сообщении о аварийной загазованности на соседних технологических установках[14].

Нагревательные трубчатые печи оснащаются системой паротушения и паровыми завесами.
Помещения насосных, перекачивающих легковоспламеняющиеся и горючие жидкости, объёмом до 500 м³ должны оборудоваться стационарными системами паротушения, если не предусмотрена стационарная система пенотушения
Свидетелем взрыва и возникновения пожара стал помощник инструктора профилактики Полищук. Он сообщил о пожаре и принял меры к включению насосов-повысителей противопожарного водопровода, включил паротушение в насосной парка, затем открыл запасные ворота на нефтебазу.из описания пожара, возникшего на нефтебазе Ангарского комбината 27 июля 1971 г
В насосной не было ни пенной, ни газовой установки для тушения пожара. Технологи рассчитывали в случае аварии использовать водяной пар, применявшийся для нагревания и регенерации растворителя. С этой целью от технологического паропровода в насосную были подведены три стояка с вентилями, открыв которые, можно было заполнить паром все помещение насосной. Это и попытался сделать Радвигов. С большим трудом ему удалось пустить пар от двух стояков. Открыть вентиль на третьем паропроводе около горящих насосов оказалось невозможным — обжигающие языки пламени вырывались через неплотности насоса, в помещении быстро поднялась температура, стало трудно дышать. Машинист, получив ожоги, был вынужден покинуть объятое пламенем помещение насосной. Установка тушения паром оказалась неэффективнойПожар на нефтеперерабатывающем комбинате в Перми, 1966 год
На производстве по переработке древесных смол с процессом периодической разгонки смолы и всплавных смоляных масел топка печи и камеры двойников должны быть оборудованы установками паротушения. Вентиль паротушения должен быть расположен в удобном для обслуживания и безопасном в пожарном отношении месте на расстоянии не менее 10 м от печи.
В установках пиролиза и энергохимического использования древесины сушилка, бункер для пыли и газоходы газогенераторных установок должны быть оборудованы паровыми системами пожаротушения.

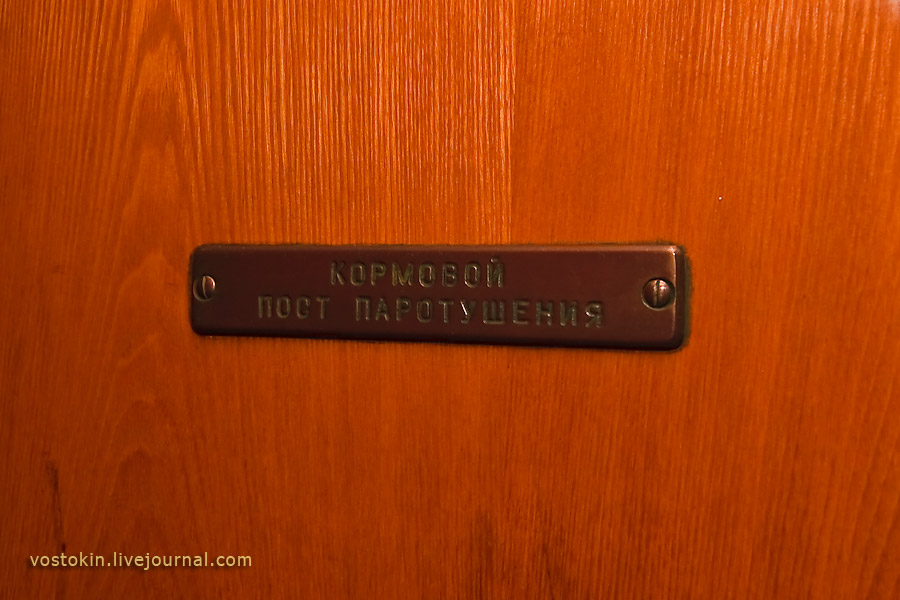
Табличка на двери «Кормовой пост паротушения». Ледокол Ленин

Системой паротушения оборудуют грузовые трюмы, малярные, кладовые для хранения легковоспламеняющихся материалов тех судов, которые имеются паровые котлы достаточной производительности. На вновь строящихся речных судах система паротушения не применяются.
Система применяется для тушения пожара в глушителях двигателей внутреннего сгорания, дымоходов паровых котлов, каналов вытяжной вентиляции, топливных цистернах, расположенных выше второго дна. В состав системы входит распределительный коллектор и контрольно-измерительные приборы, которые расположены на станции паротушения, трубопроводы. На станцию пар поступает от главных или вспомогательных котлов. Также пар может подаваться с берега, дока или другого судна. Для приема пара предусматривают приемные устройства, располагаемые с обоих бортов в районе станции паротушения или вспомогательных котлов.
Ледокол «Россия» имеет систему тушения паром давлением 500 кПа (5 кгс/см2) предназначено для топливных цистерн, глушителей РДГ и АДГ, малярной, дымохода котла.
Недостатки системы паротушения:
- можно применять только в закрытых помещениях и под котлами;
- приводит к порче грузов и механизмов (они смачиваются за счёт конденсации пара);
- опасно для жизни людей, особенно в том случае, когда, например, горит уголь, селитра, карбид кальция, которые образуют гремучий газ, легко взрывающийся[23].

Применение пара на морских судах в дополнение к требуемому огнетушащему веществу может быть допущено Регистром в каждом конкретном случае. При этом производительность котла или котлов, обеспечивающих подачу пара, должна быть не менее 1,0 кг/ч на каждые 0.75 м³ валового объёма наибольшего из защищаемых паром помещений.

## Автоматические установки газового пожаротушения

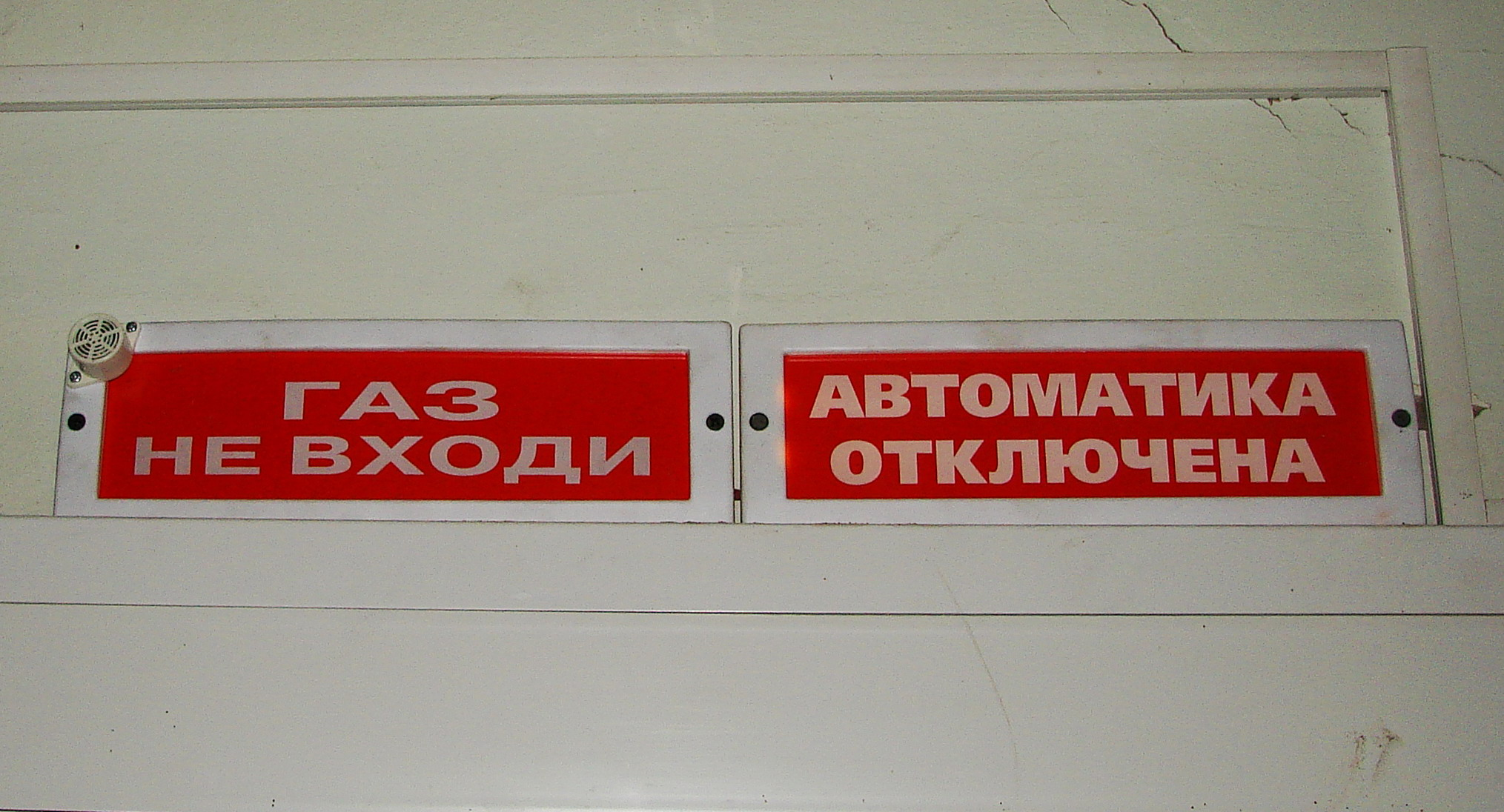
Световые оповещатели системы газового пожаротушения

Системы газового пожаротушения применяются в тех случаях, когда применение воды может вызвать короткое замыкание или иное повреждение оборудования — в серверных комнатах, хранилищах данных, библиотеках, музеях, на летательных аппаратах.
Автоматические установки газового пожаротушения должны обеспечивать:
- своевременное обнаружение пожара автоматической установкой пожарной сигнализации, входящей в состав автоматической установки газового пожаротушения;
- возможность задержки подачи газового огнетушащего вещества в течение времени, необходимого для эвакуации людей из защищаемого помещения;
- создание огнетушащей концентрации газового огнетушащего вещества в защищаемом объёме или над поверхностью горящего материала за время, необходимое для тушения пожара[25].

В защищаемом помещении, а также в смежных, имеющие выход только через защищаемое
помещение, при срабатывании установки должны включаться устройства светового (световой сигнал в
виде надписей на световых табло «Газ — уходи!» и «Газ — не входить!») и звукового оповещения в
соответствии с ГОСТ 12.3.046 и ГОСТ 12.4.009.
Система газового пожаротушения также входит как составная часть в системы подавления взрывов, используется для флегматизации взрывоопасных смесей.

### Испытания автоматических установок газового пожаротушения
Испытания следует проводить:
- перед сдачей установок в эксплуатацию;
- в период эксплуатации не реже одного раза в 5 лет

Кроме того, масса ГОС и давление газа-вытеснителя в каждом сосуде установки следует проводить в сроки, установленные технической документацией на сосуды (баллоны, модули).
Испытания установок по проверке времени срабатывания, продолжительности подачи ГОС и
огнетущащей концентрации ГОС в объёме защищаемого помещения не являются обязательными. Необходимость их экспериментальной проверки определяет заказчик или, в случае отступления от норм проектирования, влияющих на проверяемые параметры, должностные лица органов управления и подразделений Государственной противопожарной службы при осуществлении государственного пожарного надзора.

## Мобильные средства газового пожаротушения
Противопожарная установка «Штурм» совместного производства нижнетагильского ОАО «Уралкриомаш», московского опытно-конструкторского бюро «Гранат» и екатеринбургского производственного объединения «Уралтрансмаш» тушит крупный пожар на газовой скважине всего за 3-5 секунд. Таков результат испытаний установки на пожарах в местах газовых месторождений Оренбургской и Тюменской областей. Столь высокая эффективность достигается за счет того, что «Штурм» гасит пламя не пеной, порошком или водой, а сжиженным азотом, который выбрасывается в очаг пожара через сопла, установленные полукругом на длинной стреле. Азот оказывает двойное действие: полностью перекрывает доступ кислорода и охлаждает источник огня, не давая ему разгораться. Обычными средствами огонь на нефтегазовых объектах порой не удается погасить месяцами. «Штурм» сделан на базе самоходной артиллерийской установки, которая без труда преодолевает самые сложные препятствия на пути к труднодоступным участкам газопроводов и нефтяным скважинам.

## Газовое пожаротушение на основе фторкетонов
Фторкетоны — новый класс химических веществ, разработанных компанией 3М и введенных в международную практику. Фторкетоны — это синтетические органические вещества, в молекуле которых все атомы водорода заменены на прочно связанные с углеродным скелетом атомы фтора. Такие изменения делают вещество инертным с точки зрения взаимодействия с другими молекулами.
Многочисленные тестовые испытания, проведенные ведущими международными организациями, показали, что фторкетоны не только являются отличными огнетушащими веществами (с эффективностью аналогичной хладонам), но и демонстрируют положительный экологический и токсикологический профиль.